# Daniel Ståhl
Daniel Ståhl (Solna, 27 de agosto de 1992) é um atleta sueco, campeão olímpico e mundial do lançamento de disco.
Também competidor no arremesso de peso, dedicou-se principalmente a ele até 2013, tendo participado de dois campeonatos mundiais junior na adolescência disputando essa modalidade, quando passou a se especializar no lançamento de disco. Seu primeiro campeonato adulto global foi em Pequim 2015, quando ficou em quinto lugar. Na Rio 2016, sofreu seu maior revés nesta prova não conseguindo de classificar para a final. Semanas depois das Olimpíadas, entretanto, disputando o Campeonato Sueco de Atletismo, Stahl conquistou sua maior marca pessoal até então – 68.72 – uma marca maior que a conquistada pelo alemão Christoph Harting, medalhista de ouro no Rio de Janeiro, e que o colocou no primeiro lugar do ranking do lançamento de disco ao final do ano. Também em 2016, disputando o arremesso de peso no campeonato nacional, ele conseguiu sua melhor marca pessoal, 19,38 m, vencendo a prova.
Stahl foi medalha de prata em seu segundo campeonato mundial, Londres 2017, perdendo o ouro por 2 cm, medalha que repetiu no Campeonato Europeu de Atletismo de 2018. Tornou-se campeão mundial conquistando a medalha de ouro em Doha 2019, com um lançamento de 67,59 m.
Em Tóquio 2020 venceu a prova e conquistou o título olímpico com um lançamento de 68,90 m. Sua medalha de ouro foi a 1000ª do atletismo dos Jogos Olímpicos da Era Moderna.
Em Budapeste 2023 se sagrou bicampeão mundial com um lançamento de 71,64 m, recorde do Mundial de Atletismo.
Atualmente representa o clube sueco de atletismo Spårvägens FK. Sua melhor marca pessoal, 71,86 m, foi conquistada em 2019 em seu país natal e também é o recorde nacional sueco.